# Walter de Gregorio
Walter de Gregorio (* 25. Januar 1965 in Frick) ist ein Schweizer Journalist, ehemaliger Kommunikationschef des Fussballverbandes FIFA und selbstständiger Berater. 

## Journalist
Walter de Gregorio studierte Geschichte und politische Philosophie. Er war als freier Journalist für verschiedene Zeitungen und Zeitschriften tätig. Für die SonntagsZeitung, die Zeit und die Weltwoche war er Korrespondent in Rom, danach war er Sportchef und Mitglied der Chefredaktion bei der Boulevardzeitung Blick. Bis 2011 arbeitete de Gregorio als freier Journalist, hatte jedoch eine Festanstellung mit Schwerpunkt Italien beim Magazin des Tages-Anzeigers und eine wöchentliche Sportkolumne in der Weltwoche. 2010 wurde er für die Kolumne zum «Sportjournalisten des Jahres» in der Schweiz gekürt. Er besitzt sowohl das Schweizer Bürgerrecht als auch die italienische Staatsbürgerschaft.

## FIFA-Mitarbeiter
Im April 2011 wurde de Gregorio als Berater für FIFA-Präsident Blatter tätig. Am 1. Oktober 2011 wurde er Direktor Kommunikation und Öffentlichkeitsarbeit der FIFA.
Nachdem bei Ermittlungen zur Korruption in der FIFA am 27. Mai 2015 mehrere Funktionäre der FIFA verhaftet wurden, geriet der Gregorio in der Folge wegen einiger unbedachter Äusserungen unter Druck. Am 11. Juni 2015 trat er nach einem umstrittenen Fernsehinterview mit sofortiger Wirkung von seinem Amt zurück, erklärte aber, bis Ende des Jahres der FIFA weiter als Berater zur Verfügung zu stehen.

«Sepp Blatter, sein Kommunikationschef und der Generalsekretär sitzen im Auto. Wer fährt? Antwort: Die Polizei.»

## Zeit nach FIFA
Walter de Gregorio gründete nach seiner FIFA-Zeit die Beratungsfirma WDG Consulting, dessen CEO er ist. Zu Beginn war die Krisenkommunikation das zentrale Geschäftsfeld des Unternehmens, später das Networking und die Kontaktvermittlung im Sportgeschäft.